# Distrito de Santiago de Pischa
El Distrito de Santiago de Pischa es uno de los dieciséis distritos que conforman la Provincia de Huamanga, ubicada en el Departamento de Ayacucho, en el Perú.

## Historia
El distrito fue creado en los primeros años de la República. Su capital es el centro poblado de San Pedro de Cachi.

## Autoridades

### Municipales
- 2019 - 2022[2]
  - Alcalde: Gilbert Rojas Tello, de Musuq Ñan.
  - Regidores:

  1. Placido Huacachi Soras (Musuq Ñan)
  2. Donato Ayala Valenzuela (Musuq Ñan)
  3. Rocío Yauli Quispe (Musuq Ñan)
  4. Rosa Soledad Gonzáles Terres (Musuq Ñan)
  5. Heladio Castillo Cancho (Qatun Tarpuy)

### Alcaldes
| N.º | Alcalde                           | Partido                                       | Inicio del mandato | Fin del mandato |
| --- | --------------------------------- | --------------------------------------------- | ------------------ | --------------- |
| 1   | Eustaquio Yauli Huamán            | Alianza Acción Popular - Democracia Cristiana | 1964               | 1966            |
| 2   | Eulogio Quispe Huaman             | Alianza Acción Popular - Democracia Cristiana | 1967               | 1969            |
| 3   | Teofilo Yauli Huamancayo          | Acción Popular                                | 1981               | 1983            |
| 4   | Francisco Huaman Yauli            | Frente Electoral Izquierda Unida              | 1987               | 1989            |
| 5   | Juan Saras Albujar                | L.I. N° 3                                     | 1993               | 1995            |
| 6   | Pelayo Santiago Pareja            | L.I. Nro 3 Desarrollo de Ayacucho             | 1996               | 1998            |
| 7   | Pelayo Santiago Pareja            | Cambio Noventa                                | 1999               | 2002            |
| 8   | Benedicto Zorobabel Cuadros Jorge | Movimiento "Inti"                             | 2003               | 2006            |
| 9   | Pelayo Santiago Pareja            | Unión por el Perú                             | 2007               | 2010            |
| 10  | Adrian Rojas Castro               | Frente Regional Tuna                          | 2011               | 2014            |
| 11  | Hector Nina Ñaccha                | Alianza Renace Ayacucho                       | 2015               | 2018            |